# Twój Simon (film)
Twój Simon (ang. Love, Simon) – amerykański komediodramat z 2018 roku w reżyserii Grega Berlantiego. Scenariusz filmu powstał na podstawie powieści „Simon oraz inni homo sapiens” (ang. „Simon vs. the Homo Sapiens Agenda”) z 2015 roku autorstwa Becky Albertalli. Zdjęcia kręcono w Atlancie.

## Fabuła
Simon Spier (Nick Robinson) jest nastolatkiem, który jeszcze nie miał odwagi dokonać homoseksualnego coming outu wobec rodziny i znajomych. W internecie poznaje chłopaka podpisującego się jako "Blue", który chodzi do tej samej szkoły i także jest gejem. Mimo że, nie wie kim on jest, szybko się w nim zakochuje i stara się odkryć kim jest tajemniczy chłopak.

## Obsada
- Nick Robinson jako Simon Spier
- Bryson Pitts jako Simon Spier (10 lat)
- Nye Reynolds jako Simon Spier (5 lat)
- Katherine Langford jako Leah Burke (koleżanka Simona)
- Alexandra Shipp jako Abby Suso (koleżanka Simona)
- Jorge Lendeborg Jr. jako Nick Eisner (kolega Simona)
- Jennifer Garner jako mama Simona, Emily Spier
- Josh Duhamel jako tata Simona, Jack Spier
- Miles Heizer jako Cal Price (kolega z klasy Simona)
- Keiynan Lonsdale jako Abraham "Bram" Greenfeld (kolega z klasy Simona)
- Logan Miller jako Martin Addison
- Talitha Eliana Bateman jako siostra Simona, Nora Spier
- Tony Hale jako dyrektor Worth
- Natasha Rothwell jako mama Abby, pani Albright
- Joey Pollari jako Lyle
- Clark Moore jako Ethan
- Drew Starkey jako Drew Starkey
- Mackenzie Lintz jako Taylor
- Robbie Rogers jako trener